# Coccobius juliae
Coccobius juliae är en stekelart som beskrevs av Svetlana N. Myartseva 2000. Coccobius juliae ingår i släktet Coccobius och familjen växtlussteklar. Inga underarter finns listade i Catalogue of Life.